# Ludwig Wilhelm Alexander von Hövel
Ludwig Wilhelm Alexander von Hövel zu Sölde und Ruhr (auch: Ludwig Wilhelm Alexander von Hoevel, * 17. November 1746 im Haus Ruhr bei Schwerte; † 29. April 1829 in Rastatt)  war ein badischer Politiker, der verschiedene Ministerien leitete.

## Leben
Ludwig Wilhelm Alexander von Hövel wurde als jüngster Sohn von Freiherr Wilhelm von Hövel zur Ruhr und Sölde, Landstandsdirektor der Grafschaft Mark im Niederrheinisch-Westfälischen Reichskreis, und dessen Ehefrau Maria Sophia Neheim geboren.
Er erhielt seinen ersten Unterricht durch Hofmeister im elterlichen Haus und besuchte ab 1755 in Köln die Jesuitenschule (heute: Dreikönigsgymnasium). Nach Beendigung der 4. Klasse kam er in die kurpfälzische Pagenanstalt in Mannheim zum Kurfürsten Karl Theodor. Später entschied er sich für ein Jurastudium an der Universität Heidelberg und praktizierte nach dessen Abschluss beim Reichskammergericht in Wetzlar und wurde bei der Kurfürstin Elisabeth Auguste von Pfalz-Sulzbach, der Ehefrau des Kurfürsten Karl Theodor, Kammerherr in Mannheim. Dort wurde er erst zum Hofgerichtsrat und kurz darauf zum Regierungsrat ernannt. Nach dem Tod des Kaisers Leopold II. wurde er 1792 Assessor beim Reichsvikariat in München.
Nach dem Tod Karl Theodors wurde er 1799 zum Regierungsantritt des Kurfürsten Maximilian I. Joseph zum Wirklichen Hofrichter des Hofgerichtes Mannheim und gleichzeitig zum Kurator der Universität Heidelberg ernannt.
1803 wurde der rechtsrheinische Teil der Kurpfalz infolge des Reichsdeputationshauptschlusses von 1803 aufgeteilt. Das Gebiet einschließlich der Städte Heidelberg, Mannheim, Schwetzingen und Weinheim wurde überwiegend dem gleichzeitig zum Kurfürstentum aufgewerteten Baden zugeschlagen. Dies führte dazu, dass Ludwig Wilhelm Alexander von Hövel vom Kurfürsten Karl Friedrich zum Hofratpräsidenten der Regierung und der Kammer des Unterrheins erhoben wurde.
1810 wurde er als Justizminister nach Karlsruhe berufen.
Nach dem Tod des Ministers Georg Ludwig von Edelsheim (1740–1814) übernahm er dessen Stelle als Minister des Auswärtigen für einige Zeit und leitete die Geschäfte des Ministeriums des Innern, während der Großherzog Karl Ludwig Friedrich 1814/15 auf dem Kongress in Wien war.
1819 zog er sich von seinen Tätigkeiten zurück und siedelte nach Rastatt um. Er besaß eine Bibliothek mit über 13.000 Bänden, besonders aus den Bereichen der Theologie, Jura und Geschichte. Der unverheiratete Ludwig Wilhelm Alexander von Hövel stiftete von seinem Vermögen in Mannheim 43.000 Gulden, die überwiegend für den Unterricht armer Bürgersöhne und -töchter verwendet wurden. Seine in Rastatt gestifteten 3.000 Gulden vermachte er den dortigen Armen. Aus seiner Bibliothek übergab er noch zu Lebzeiten der Bibliothek des Erzbistum Freiburg über 1.000 Bände ausgesuchter theologischer Werke.

## Auszeichnungen und Ehrungen
- Er erhielt vom Kurfürsten Karl Theodor den Orden vom Pfälzer Löwen;
- Fürst Karl Friedrich verlieh ihm das Großkreuz des badischen Hausorden der Treue[5] und kurz darauf das Kommandeurkreuz des Orden vom Zähringer Löwen;
- In Mannheim wurde die Hövelstraße nach ihm benannt.[6] Der Straßenname ist aber mittlerweile wieder erloschen.

## Werke
- Staat Pfalz: Da Seine Churfürstliche Durchlaucht unterm 29ten Juli 1. J. gnädigst verordnet haben, daß die zeither bestandenen Verbote gegen den freien Verkauf der Baum-Rinden und Häute gänzlich aufgehoben seyn sollen; so wird diese Höchste Entschliesung zur allgemeinen Beobachtung hiermit öffentlich bekannt gemacht. Mannheim den 17ten November 1797. Mannheim, 1797.